# Мифология Нидерландских земель
Мифология Нидерландских земель — общее название совокупности саг, эпосов, легенд, сказаний и устных преданий тех земель, которые некогда были частью государства Нидерланды в современных его границах. Традиционно этот фольклор написан на голландском языке. Сюда же входят верования и мифология всех народов, которые считаются праосновой голландской автохтонности: кельты, фризы, батавы, саксы.

## Дохристианская мифология

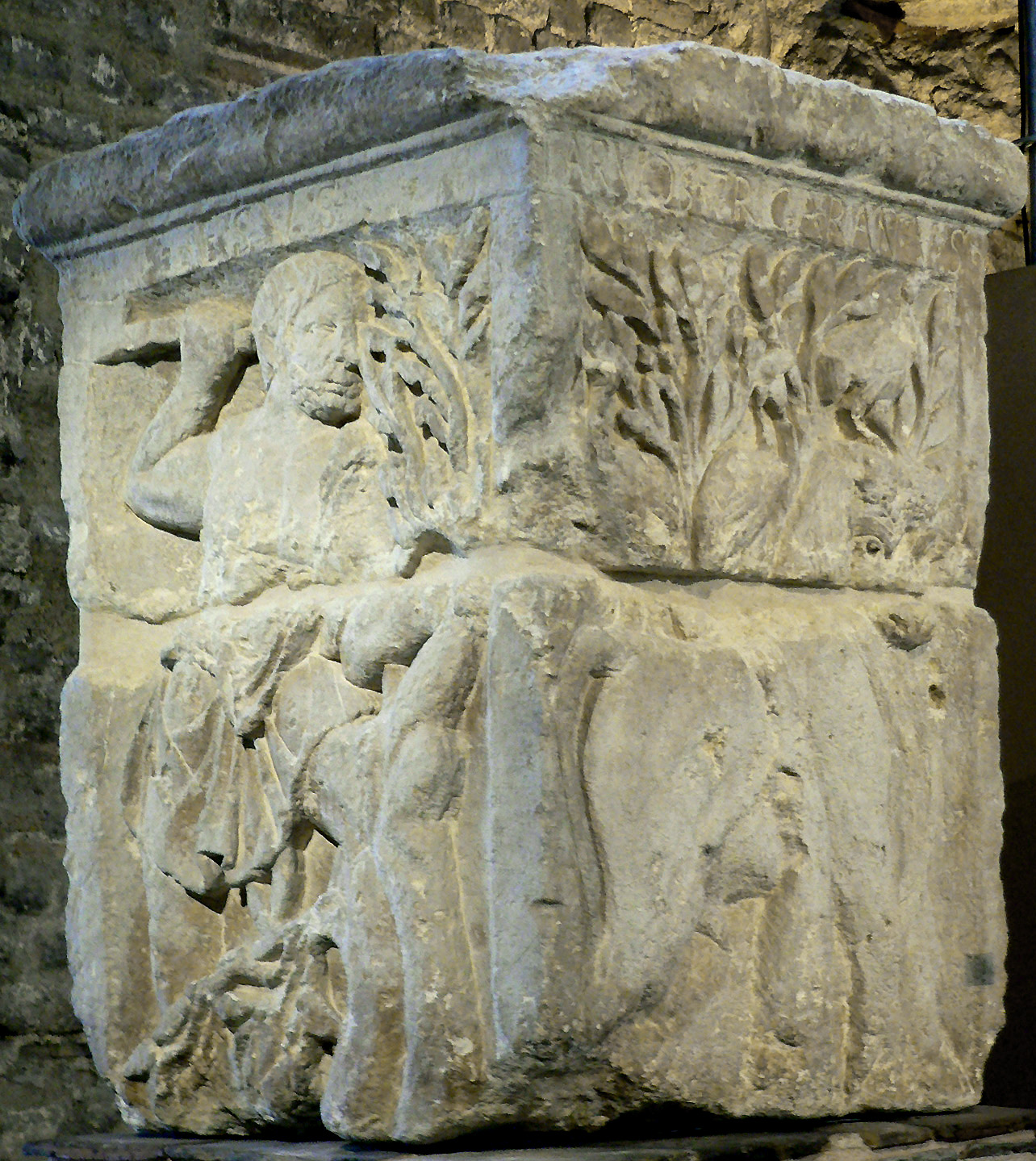

На культурную жизнь, а также фольклорную самоидентификацию жителей нижних земель оказали колоссальное влияние римские завоевания и культурное влияние скандинавских народностей. Очень трудно проследить и уж тем более отыскать сведенья о мифологической составляющей бытности того времени. Единственными источниками в этом случае выступают песни или саги. Этот период характеризуют: анимизм, политеизм, друидство. Распространенная практика почитания таких деревьев как: дуб, бук, омела, ель, ясень, вяз. Было распространенным верования о происхождении людей от деревьев, а также, что человек мог поместить в дерево на хранение свою душу. Древнегерманские эпосы гласят, что боги Один, Гэнир и Лодр встретили как то на своем пути два дерева — ясень и вяз. Один наградил деревья дыханием, Гэнир — душой, а Лодр — румянцем и теплотой. Такова интерпретация появления первых людей — предков всего человечества. Деревья воспринимались не только как родоначальники, но и отождествлялись с духами — покровителями общностей людей — клана, рода, а позже — семьи или отдельных её членов. Отсюда традиция высаживания деревьев в честь рождения детей. О поклонении деревьям кельтами отзывался Плиний. Так же следует отметить культ тотема, который заключался в поклонении священным камням, деревьям, стихиям и животным. Наиболее почитаемыми были: ворон, вепрь, волк, медведь. Позже, Тацит сообщит о весьма влиятельном положении жрецов. Они располагали гораздо большим авторитетом, чем племенные вожди-короли и военные предводители. Именно в руках жрецов находился суд, и они, выступая от имени богов, могли приговаривать к смерти и к другим наказаниям. Строительство святилищ или же храмовых зданий не было распространено. Местами культа служили некие священные рощи, каменные глыбы, где обустраивались жертвенники. Интересный факт о Фризии — области, в эпоху родоплеменной старины охватывавшей целый ряд северных и южных провинций Голландии, — существовал древний обычай. Когда стране угрожала опасность, то от поселения к поселению носили деревянный меч из обожжённого тиса. Археологи нашли во Фрисландии один такой тисовый меч, датируемый VIII веком. На нидерландском языке дни недели названы в честь германских богов, обычай, полученный из римской практики и под римским влиянием.

## Период христианизации

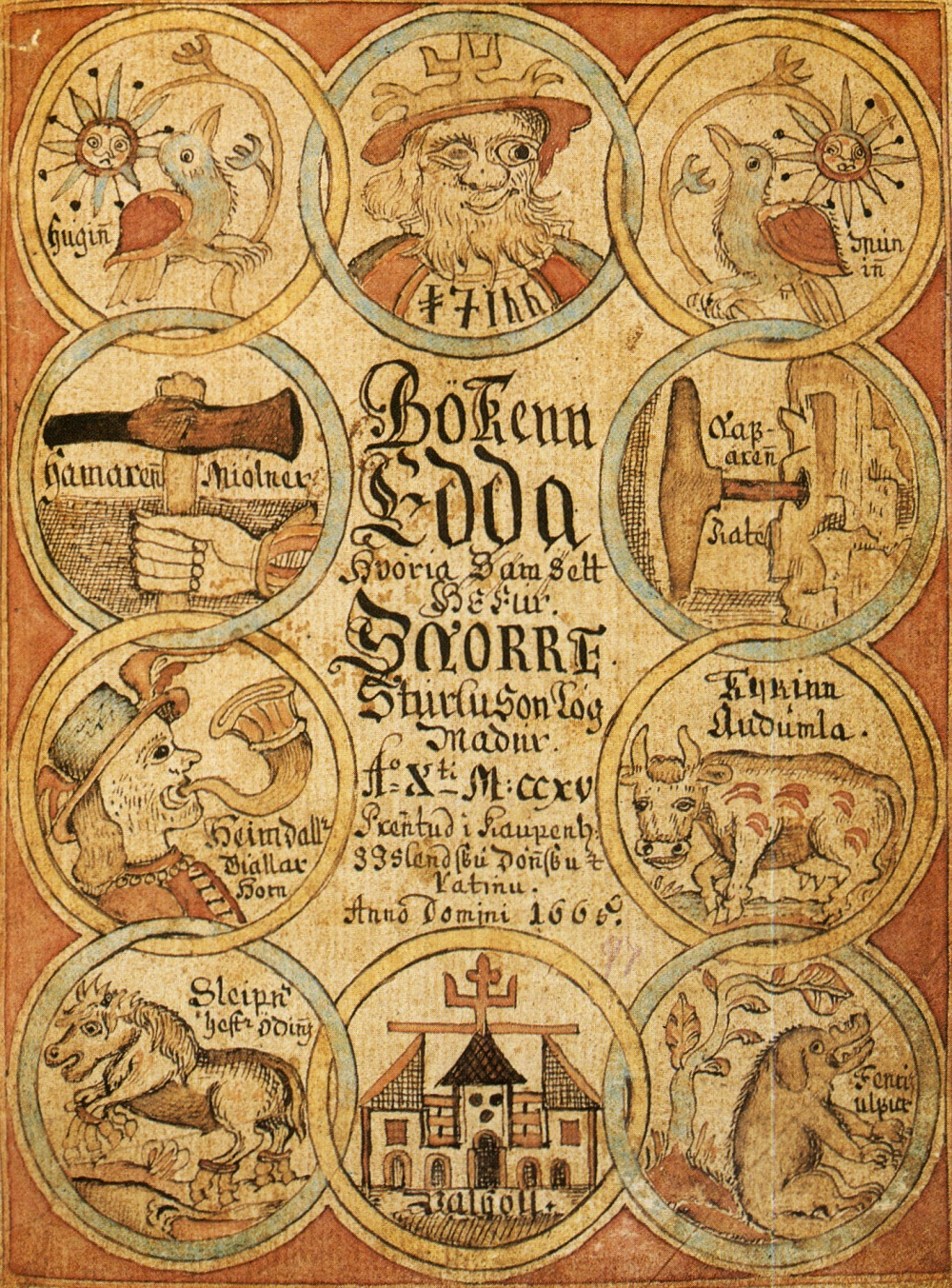

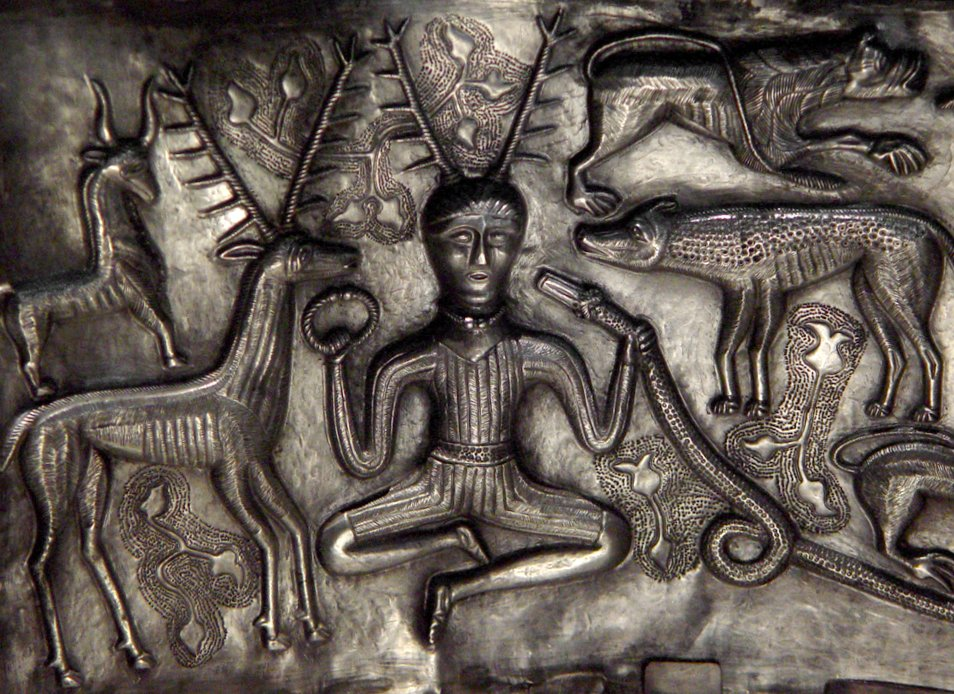

Народы проживающие на территории современных Нидерландов были обращены в христианство в VII-VIII веке, то есть, позже, чем многие другие христианские народы Европы. Поскольку, традиционно, города на этой территории являлись так называемыми «бастионами веротерпимости», то повсеместно, отовсюду стекались представители консервативных взглядов и верований, сопротивляющиеся христианизации. Процесс христианизации протекал с большими сложностями, как впрочем, и повсеместно в Европе. Принимались самые радикальные меры по искоренению языческих суеверий. Особенное внимание уделяется обрядам и верованиям, связанным с культом силы природы. Суеверия, заклинания, гадания считались запретными и наказывались. К примеру, Папа Григорий I был сторонником постепенной замены языческих религиозных стереотипов на христианские обряды. Он советовал не уничтожать языческие капища, а опрыскать их святой водой и заменить идолов на алтари и мощи святых. Жертвоприношение животных нужно заменить праздничными днями, когда животных будут резать во славу Господа и для питания. Он рекомендовал взамен языческого обхода полей, совершаемого для урожайности, устраивать процессии на Троицу. Среди первых миссионеров, которые боролись с язычеством были: св. Аманд, св. Элигий, св. Ахарий. Крестить, так называемую «верхушку общества» фризов, Св. Вильфриду, помогли природные явления, которые он умело использовал в свою пользу. Его миссионерский приход по времени совпал с небывалым уловом рыбы и самым урожайным годом, что он трактовал как благословение Божье на низменные земли и повод примкнуть к новой вере. Фризы до последнего исповедовали язычество и сопротивлялись христианизации, за что и были разными способами вытеснены на самый север земель (современные провинции Гронинген и Фрисландия). Деятельность священников и монахов была не слишком успешной, поскольку голландцы упорно держались за свои языческие обычаи. Кроме того, распространение христианства сопровождалось франкской оккупацией. Территория свободных фризов и независимых саксов против их воли стала частью Франкской империи, которая просуществовала с 734 по 804 гг. Но военное превосходство франков ещё не означало автоматического изменения духовной жизни голландцев. Несмотря на старания священников и монахов, принятие христианства было задержано, а старые языческие убеждения долгое время противостояли миссионерской деятельности. Постепенно языческие обычаи стали рассматриваться как христианские традиции: праздник весеннего равноденствия стал Пасхой, а светлый праздник зимы — Рождеством, но в действительности христианство проникло лишь в обычаи и порядки, но не в сознание людей. Становление христианства в Голландии было задержано не только внутренним сопротивлением жителей, но и набегами викингов. Военачальники скандинавских войск нередко становились правителями отдельных голландских территорий, где тотчас восстанавливались языческие традиции и порядки. Но к концу IX в. викинги были разбиты, и страна вновь была открыта для деятельности миссионеров. Хотя Нидерланды все ещё были частью Германии, страна считала себя независимой. Некоторые местные правители-лорды, герцоги — и даже священники — сами правили своими владениями. Страна не была объединена. В этих условиях Нидерланды оказались благодатной почвой для миссионерства. Вовлечение населения в христианскую веру обретало новые стимулы. С 917 г. священники и монахи активизировали свою миссионерскую деятельность. Христианская вера проповедовалась в кафедральных школах Утрехта, Эгмонда, Галлуме и других городов в XI-XIII вв.

## Мифологические персонажи

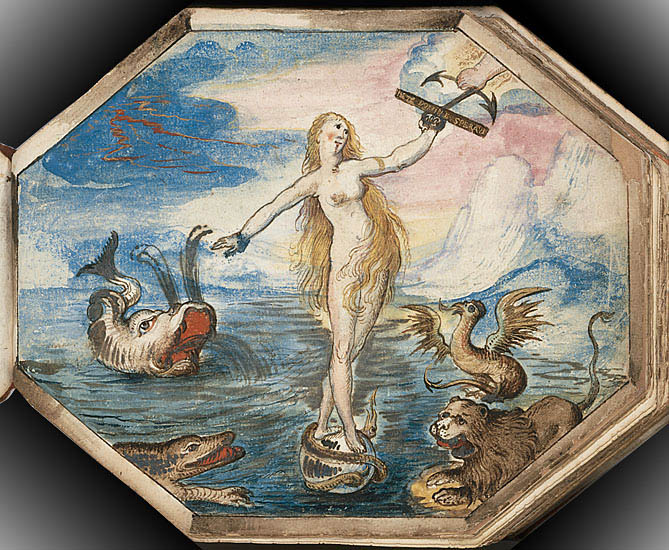

- Клудде или клеуре — злой дух, который совершал свои проделки в Брабанте и Фландрии. Способен менять своё обличье, превращаясь в дерево, чёрную собаку, старую лошадь, лягушку, кота, летучую мышь. Появляется в сопровождении двух синих огоньков, убежать от него практически невозможно. Бросаясь в погоню за жертвой, дух издавал звук наподобие «Клудде, клудде». Отсюда и получил своё название.
- Оссхаерт — злой дух, который обитал в городе Хамме, около Дендермонде. Обладал длинными когтями, огненным дыханием и смрадом. Его целью были пьяницы, дебоширы, путники, задержавшиеся до полуночи, атеисты и прочие еретики, христиан он не трогал. Если кто то говорил:

«Grypke, grypke grau w, Грипке, гриппе серый,
Wilt gy my grypen, Grypt my nou. Если хочешь схватить меня, хватай сейчас».
После этого дух прыгал на спину говорящему и вцеплялся когтями в плечи. Избавиться он него можно было только добежав до перекрестка, который злой дух не может пересекать или же образа Девы Марии.
- Неккеры (так же известны как Нексены) — духи, преимущественно женского пола, обитающие в водоёмах. Эти духи иногда распевают хором прекрасные песни, а иногда их можно видеть за женским занятием — расправив волосы, они укладывают перед водой прическу. О них известно, что они могут разговаривать с людьми, а также играют во все известные игры. В Брабанте существовало поверье, что утопленники имеют синий цвет, потому что неккеры высасывают из них кровь. Могут заманивать к себе имитируя детское пение. Интересной особенностью было то, что утопленники с именем Ян оставались в воде плывущими вертикально, и никакая сила не в состоянии положить их боком на воду.
- Флерус — добрый, домашний дух, который покровительствовал в домашнем хозяйстве. Места обитания — преимущественно на хуторах. Иногда принимал вид человека, иногда — животного. Пример, если лошадь была больна, звали Флеруса, и он мгновенно появлялся в виде сильной и полной жизни лошади, охотно давал себя запрячь и выполнял в три раза больше работы, чем какая-либо другая лошадь. Он никогда не избегал работы: и если служанка не могла справиться с уборкой дома, Флерус приходил ей на помощь. В качестве вознаграждения ему оставляли свежего молока с сахаром.
- Гномы/гоблины-кузницы - были упомянуты в провинциях Валлонии. Жили в пещерах, норах или лесах. Производили несложные предметы из железа. Для этого возле их «кузниц» оставляли руду и еду, которой задабривали.
- Кабоутерманнекины — (они же красные клобучки или клабберы) похожи на людей. Не являлись духами, потому были неким «подвидом» людей-воинов. Обитали в дремучих лесах или пещерах. Помогали людям: лечили больных, носили дрова, приносили деньги. Пропадали безвозвратно если по отношению к ним проявляли скупость, пьянство или злость.
- Вервольф - мифологическое существо, обладающее способностью превращаться (оборачиваться, перекидываться) из человека в животное или наоборот. Оборотень, принимающий образ волка.
- Маере (Мара) — субстанция, которая зла по своей природе и была насылаемая на человека другим человеком. Самостоятельно не могла вселиться. Одержимые марой — болели, теряли достаток, разрушались семейные отношения. Вселение в тело или изгнание её из одержимого сопровождалось появлением никому не известной старухи, которая и являлась марой.
- Лоддер — злой дух, который веселил себя, насылая галлюцинации на своих жертв. Примером тому — превращение карманных часов в лягушку, исчезновение моста через реку, превращение в красивую распутную девушку, порча дверных замков. Как правило, смертельных исходов таких действий не наступало.
- Ведьмачество было представлено ведьмами и ведьмаками. Основной их деятельностью была порча имущества, лишение везения или порча погоды. Существовали случаи попытки умертвить жертв, но в этом случае ангел — хранитель заступался, и жертва получала лишь телесные муки. Могли превращаться в животных или принимали образ старушки-мытарьки.
- Фрейшютц — дьявол или любой злой дух, который принимал самые различные образы, в зависимости от обстоятельств. Появлялись в том случае, когда кто-то попадал в безвыходную ситуацию. Во всех случаях шел торг, что сулил жертве заведомо проигрышным исходом.
- Альвина — дочь короля, проклятая своими родителями. Причина не известна. В виде духа обречена на истязания странствием до скончания века. Когда шумит ветер — это песня-плачь Альвины.
- Зириддар — средневековое существо из разряда морских химер, представляющее собой морского кентавроида, у которого облаченное в доспехи тело рыцаря посажено на тело большой рыбины.
- Кабутерманнекин — в голландском фольклоре трудолюбивый мельничный дух, обитавший на мельницах и помогавший семьям в домашнем хозяйстве. Аналог — домовика.[6]